# Santana do Seridó
Santana do Seridó är en kommun i Brasilien.   Den ligger i delstaten Rio Grande do Norte, i den östra delen av landet, 1 600 km nordost om huvudstaden Brasília. Antalet invånare är 2 526.
Omgivningarna runt Santana do Seridó är huvudsakligen savann. Runt Santana do Seridó är det glesbefolkat, med 19 invånare per kvadratkilometer.